# Bysen
Bysen är i gotländsk folktro ett litet skogsväsen som lockar människor att gå vilse eller ställer till förtret för skogsarbetarna.
Den som Bysen får syn på i skogen, får synen förvrängd, så att denne inte kan hitta hem igen. Den som drabbas kan, genom att vända ett plagg ut och in, återfå normal syn. I detta motsvaras Bysen av lyktgubbar och skogsrået på fastlandet.
Bysen försenar också transporter och välter timmerlass. Han uppträder ofta som stubbe eller en liten grå, oansenlig gubbe, och beskylls för allt möjligt ofog. Han är gråklädd med ibland röd stickmössa och bär på en yxa, eftersom han har som uppgift att avverka Gotlands skog. Detta går dock långsamt; ibland ett träd per sekel. Bysen är en mänsklig varelse som begått något brott i sin livstid och är dömd att vandra på jorden i evighet. Bysen är också skogens och naturens bevarare.

## Bysen som skälvrängare
Bysar är avlidna människor, enligt somliga källor, som lurat till sig någon annans mark genom att flytta de råmärken som markerade gränsen mellan två ägor. Som straff får de ingen ro i graven, utan döms att gå längs den orätta markgränsen och flytta de pinnar som står på fel mark. Det sägs också att man kan höra dem gå och mumla, "Här är rätt, här är orätt" när de flyttar pinnarna som markerar gränsen. Om en människa går efter Bysen och flyttar tillbaka de orätta gränsmärkena till rätt ställe, då får Bysen frid. På det svenska fastlandet kallas motsvarigheten skälvrängare (skäl kan betyda gräns eller råmärke enl. SAOB ) eller osaliga lantmätare.